# Arrenurus zorus
Arrenurus zorus är en kvalsterart som beskrevs av Cook 1976. Arrenurus zorus ingår i släktet Arrenurus och familjen Arrenuridae. Inga underarter finns listade i Catalogue of Life.